# Megasoma typhon typhon
Megasoma typhon es una subespecie de escarabajo rinoceronte del género Megasoma, tribu Dynastini, familia Scarabaeidae. Fue descrita científicamente por Olivier en 1789.
La especie se mantiene activa durante los meses de marzo, mayo y agosto.

## Descripción
Mide 65-119 milímetros de longitud.

## Distribución
Se distribuye por Brasil.